# Rekha
Bhanurekha Ganesan (Chennai, 10 d'octubre de 1954), més coneguda pel nom artístic Rekha, és una actriu de cinema índia. Destaca per la seva versatilitat interpretativa i és reconeguda com una de les millors actrius del cinema de l'Índia, havent actuat en més de 180 pel·lícules en hindi i havent guanyat un National Film Awards i tres Premis Filmfare. Sovint ha interpretat personatges femenins forts i complexos, tant en pel·lícules comercials com independents. Tot i que la seva carrera ha passat per períodes d'inactivitat, s'ha guanyat la reputació de reinventar-se a si mateixa diverses vegades.

## Trajectòria
Filla dels actors Gemini Ganesan i Pushpavalli, Rekha va començar la seva carrera com a actriu infantil a les pel·lícules telugu Inti Guttu (1958) i Rangula Ratnam (1966). La seva primera pel·lícula com a protagonista va ser el film kanarès Operation Jackpot Nalli C.I.D. 999 (1969). Va debutar en hindi amb Sawan Bhadon (1970), la qual va obtenir un reconeixement ampli. Malgrat l'èxit de diverses de les seves primeres pel·lícules, sovint es va veure afectada pel les valoracions del seu aspecte i el seu pes, i no va ser fins a finals de la dècada del 1970 que es va produir el canvi. Motivada per les crítiques, Rekha va esforçar-se per millorar la seva tècnica interpretativa i el domini de la llengua hindi. L'èxit li arribar per pel·lícules com Ghar i Muqaddar Ka Sikandar (ambdues de 1978). Aquesta etapa va suposar el començament del període més reeixit de la seva carrera i va ser una de les principals estrelles del cinema indi durant la major part dels anys 1980 fins a principis dels 1990.
Per la interpretació a la comèdia Khubsoorat (1980) va rebre el seu primer Premi Filmfare a la millor actriu. Aquesta fou seguida per papers a Baseraa, Ek Hi Bhool (1981), Jeevan Dhaara (1982) i Agar Tum Na Hote (1983). Tot i que prolífica en el cinema popular indi, durant aquest temps es va aventurar en cinema art, un moviment de pel·lícules neorealistes conegudes a l'Índia com a Parallel cinema o New Indian cinema. Aquestes pel·lícules incloïen drames com Kalyug (1981), Vijeta (1982) i Utsav (1984). La seva interpretació d'una cortesana clàssica a Umrao Jaan (1981) li va valer el Premi Nacional de Cinema a la millor actriu. El 1988 va actuar com a venjadora a Khoon Bhari Maang, per la qual va guanyar un segon premi Filmfare a la millor actriu.
El seu treball va ser menys freqüent en les dècades posteriors i els primers papers a la dècada del 1990 van obtenir poca atenció. Tanmateix, va participar en el thriller d'acció Khiladiyon Ka Khiladi (1996), pel qual va guanyar un tercer premi Filmfare en la categoria de millor actriu de repartiment, i un any després va aparèixer a Kama Sutra i Aastha amb reconeixement de la crítica. Durant la dècada del 2000, va ser elogiada pels seus papers secundaris en els drames Zubeidaa i Lajja del 2001, i va començar a interpretar papers de mare en superproduccions, entre les quals destaca Koi Mil Gaya (2003) i la seva seqüela de superherois Krrish (2006). El 2010 va ser guardonada amb el premi Padma Shri pel Govern de l'Índia.
La vida privada de Rekha han estat objecte d'interès i debats mediàtics. El seu únic matrimoni amb Mukesh Aggarwal el 1990 va acabar un any després quan es va suïcidar. La seva relació professional amb Amitabh Bachchan, que va començar a la dècada del 1970 en diverses pel·lícules d'èxit, va anar acompanyada d'especulacions sobre una història d'amor entre els dos que va culminar amb la pel·lícula Silsila (1981) i reflecteix les projeccions mediàtiques. La seva imatge pública s'ha relacionat sovint amb el seu atractiu sexual. Rekha es resisteix a oferir entrevistes o debatre sobre la seva vida, cosa que ha provocat que la titllessin d'esquerpa.

## Filmografia
| Any                  | Pel·lícula                      | Paper                                  | Notes                                                       |  |
| -------------------- | ------------------------------- | -------------------------------------- | ----------------------------------------------------------- |  |
| 1966                 | Rangula Ratnam                  |                                        | Actriu nena                                                 |  |
| 1969                 | Goadalli C.I.D 999              |                                        | Kanarès                                                     |  |
| 1970                 | Sawan Bhadon                    | Chanda                                 |                                                             |  |
| 1970                 | Ammakosam                       |                                        |                                                             |  |
| 1971                 | Saaz Aur Sanam                  |                                        |                                                             |  |
| 1971                 | Haseenon Ka Devata              | Sunita/Chabili                         |                                                             |  |
| 1971                 | Elaan                           | Mala Mehta/Mary                        |                                                             |  |
| 1971                 | Dost Aur Dushman                |                                        |                                                             |  |
| 1972                 | Zameen Aasmaan                  | Kalpana                                |                                                             |  |
| 1972                 | Sazaa                           |                                        |                                                             |  |
| 1972                 | Gora Aur Kala                   | Phoolwa                                |                                                             |  |
| 1972                 | Gaon Hamara Shaher Tumhara      | Parvati (Paro)                         |                                                             |  |
| 1972                 | Ek Bechara                      |                                        |                                                             |  |
| 1972                 | Do Yaar                         |                                        |                                                             |  |
| 1972                 | Double Cross                    | Rekha                                  |                                                             |  |
| 1972                 | Raampur Ka Lakshman             | Rekha Choudhury                        |                                                             |  |
| 1973                 | Mehmaan                         | Sheela                                 |                                                             |  |
| 1973                 | Khoon Khoon                     |                                        |                                                             |  |
| 1973                 | Keemat                          | Sudha                                  |                                                             |  |
| 1973                 | Kashmakash                      |                                        |                                                             |  |
| 1973                 | Kahani Kismat Ki                | Rekha                                  |                                                             |  |
| 1973                 | Dharma                          | Asha/Radha                             |                                                             |  |
| 1973                 | Barkha Bahar                    |                                        |                                                             |  |
| 1973                 | Anokhi Ada                      | Neeta Gupta                            |                                                             |  |
| 1973                 | Namak Haraam                    | Shyama                                 |                                                             |  |
| 1974                 | Woh Main Nahin                  |                                        |                                                             |  |
| 1974                 | Pran Jaye Par Vachan Na Jaye    | Janniya/Sheetal                        |                                                             |  |
| 1974                 | Hawas                           |                                        |                                                             |  |
| 1974                 | Duniya Ka Mela                  |                                        |                                                             |  |
| 1974                 | Do Aankhen                      |                                        |                                                             |  |
| 1975                 | Zorro                           |                                        |                                                             |  |
| 1975                 | Kahte Hain Mujhko Raja          |                                        |                                                             |  |
| 1975                 | Dharmatma                       | Anu                                    |                                                             |  |
| 1975                 | Aakraman                        | Sheetal                                |                                                             |  |
| 1975                 | Dharam Karam                    | Basanti                                |                                                             |  |
| 1976                 | Santan                          |                                        |                                                             |  |
| 1976                 | Khalifa                         |                                        |                                                             |  |
| 1976                 | Kabeela                         |                                        |                                                             |  |
| 1976                 | Do Anjaane                      | Rekha Roy/Sunita Devi                  |                                                             |  |
| 1976                 | Aaj Ka Mahaatma                 | Mala                                   |                                                             |  |
| 1976                 | Nagin                           | Sunita                                 |                                                             |  |
| 1977                 | Saal Solvan Chadya              | Artista de boda                        |                                                             |  |
| 1977                 | Ram Bharose                     | Kiran                                  |                                                             |  |
| 1977                 | Kachcha Chor                    |                                        |                                                             |  |
| 1977                 | Farishta Ya Qatil               |                                        |                                                             |  |
| 1977                 | Dildaar                         |                                        |                                                             |  |
| 1977                 | Chakkar Pe Chakkar              | Shila Sahini                           |                                                             |  |
| 1977                 | Alaap                           | Radhakumari "Radhiya"                  |                                                             |  |
| 1977                 | Aap Ki Khatir                   | Sarita                                 |                                                             |  |
| 1977                 | Immaan Dharam                   | Durga                                  |                                                             |  |
| 1977                 | Khoon Pasina                    | Chanda                                 |                                                             |  |
| 1977                 | Palkon Ki Chhaon Mein           | Bailarina                              |                                                             |  |
| 1977                 | 1978                            | Saawan Ke Geet                         |                                                             |  |
| Ram Kasam            | 1978                            |                                        |                                                             |  |
| Rahu Ketu            | 1978                            | Tulsi                                  |                                                             |  |
| Parmatma             | 1978                            | Deepa                                  |                                                             |  |
| Muqaddar             | 1978                            |                                        |                                                             |  |
| Karmayogi            | 1978                            | Rekha                                  |                                                             |  |
| Bhola Bhala          | 1978                            | Champa                                 |                                                             |  |
| Aakhri Daku          | 1978                            |                                        |                                                             |  |
| Ganga Ki Saugandh    | 1978                            | Dhaniya                                |                                                             |  |
| Ghar                 | 1978                            | Aarti Chandra                          |                                                             |  |
| Kasme Vaade          | 1978                            | Bailarina                              |                                                             |  |
| Do Musafir           | 1978                            | Bijli                                  |                                                             |  |
| Dil Aur Deewar       | 1978                            |                                        |                                                             |  |
| Muqaddar Ka Sikander | 1978                            | Zohrabai                               |                                                             |  |
| 1979                 | Muqabla                         | Cantant de Qawwali                     |                                                             |  |
| 1979                 | Mr. Natwarlal                   | Shanno                                 |                                                             |  |
| 1979                 | Jaani Dushman                   | Champa                                 |                                                             |  |
| 1979                 | Prem Bandhan                    |                                        |                                                             |  |
| 1979                 | Kartavya                        |                                        |                                                             |  |
| 1979                 | Suhaag                          | Basanti                                |                                                             |  |
| 1979                 | Do Shikaari                     | Sunita                                 |                                                             |  |
| 1979                 | Ahimsa                          |                                        |                                                             |  |
| 1980                 | Ram Balram                      | Shobha                                 |                                                             |  |
| 1980                 | Maang Bharo Sajana              | Radha                                  |                                                             |  |
| 1980                 | Khubsoorat                      | Manju Dayal                            | Guanyadora Premi Filmfare a la Millor Actriu                |  |
| 1980                 | Judaai                          | Gauri Singh/Gauri S. Verma             |                                                             |  |
| 1980                 | Kali Ghata                      | Rekha/Rashmi                           |                                                             |  |
| 1980                 | Jyoti Bane Jwala                | Cortesana                              |                                                             |  |
| 1980                 | Jal Mahal                       |                                        |                                                             |  |
| 1980                 | Agreement                       | Mala Mathur                            |                                                             |  |
| 1980                 | Neeyat                          |                                        |                                                             |  |
| 1980                 | Aanchal                         | Tulsi                                  |                                                             |  |
| 1981                 | La Umrao Jaan                   | Amiran/Umrao Jaan                      | Guanyadora Premi Filmfare a la Millor Actriu                |  |
| 1981                 | Saajan Ki Saheli                | Moon-Moon Dhawan                       |                                                             |  |
| 1981                 | Chehre Pe Chehra                | Daisy                                  |                                                             |  |
| 1981                 | Kalyug                          | Supriya                                |                                                             |  |
| 1981                 | Mangalsutra                     | Geyetri B. Prasad                      |                                                             |  |
| 1981                 | Khoon Aur Paani                 |                                        |                                                             |  |
| 1981                 | Daasi                           |                                        |                                                             |  |
| 1981                 | Silsila                         | Chandni                                |                                                             |  |
| 1981                 | Baseraa                         | Purnima Kohli aka Nima                 |                                                             |  |
| 1981                 | Ghungroo Ki Awaaz               | Kajal/Kiran Gomes/Rani                 |                                                             |  |
| 1981                 | Ek Hi Bhool                     | Sadhana Srivastav                      |                                                             |  |
| 1982                 | Vijeta                          | Neelima                                |                                                             |  |
| 1982                 | Mehndi Rang Layegi              |                                        |                                                             |  |
| 1982                 | Ghazab                          | Jamuna                                 |                                                             |  |
| 1982                 | Jeevan Dhaara                   | Sangeeta Shrivastav                    |                                                             |  |
| 1982                 | Raaste Pyar Ke                  |                                        |                                                             |  |
| 1982                 | Apna Bana Lo                    | Roopadevi                              |                                                             |  |
| 1982                 | Deedar-E-Yaar                   | Husna                                  |                                                             |  |
| 1983                 | Prem Tapasya                    | Bela                                   |                                                             |  |
| 1983                 | Film Hi Film                    |                                        |                                                             |  |
| 1983                 | Mujhe Insaaf Chahiye            |                                        |                                                             |  |
| 1983                 | Agar Tum Na Hote                | Mrs. Neena Mehra/Mrs. Radha Bedi       |                                                             |  |
| 1984                 | Khazana                         | Bindiya/Radha A. Kumar/Radha S. Kapoor |                                                             |  |
| 1984                 | Bindiya Chamkegi                |                                        |                                                             |  |
| 1984                 | Maati Maangey Khoon             | Shyamlee (Courtesan)                   |                                                             |  |
| 1984                 | Asha Jyoti                      | Jyoti                                  |                                                             |  |
| 1984                 | Baazi                           | Asha                                   |                                                             |  |
| 1984                 | Zameen Aasmaan                  |                                        |                                                             |  |
| 1984                 | Utsav                           | Vasantsena                             |                                                             |  |
| 1984                 | Jhutha Sach                     | Alka                                   |                                                             |  |
| 1985                 | Ram Tere Kitne Nam              | Mrs. Radha Aloknath Gupta              |                                                             |  |
| 1985                 | Nishan                          |                                        |                                                             |  |
| 1985                 | Faasle                          | Maya                                   |                                                             |  |
| 1985                 | Jhoothi                         | Kalpana Srivastav                      |                                                             |  |
| 1986                 | Sadaa Suhagan                   | Laxmi                                  |                                                             |  |
| 1986                 | Musafir                         |                                        |                                                             |  |
| 1986                 | Insaaf Ki Awaaz                 | Inspector Jhansi Rani                  |                                                             |  |
| 1986                 | Jaal                            |                                        |                                                             |  |
| 1986                 | Locket                          | Shalu                                  |                                                             |  |
| 1986                 | Janbaaz                         | Cantante del cabaret                   |                                                             |  |
| 1987                 | Pyar Ki Jeet                    | Soni                                   |                                                             |  |
| 1987                 | Ijaazat                         | Sudha                                  |                                                             |  |
| 1987                 | Apne Apne                       | Sharda R. Kapoor                       |                                                             |  |
| 1987                 | Sansar                          | Uma V. Sharma                          |                                                             |  |
| 1987                 | Jaan Hatheli Pe                 |                                        |                                                             |  |
| 1988                 | Soorma Bhopali                  | Borracha                               |                                                             |  |
| 1988                 | Khoon Bhari Maang               | Aarti Saxena/Jyoti                     | Guanyadora Premi Filmfare a la Millor Actriu                |  |
| 1988                 | Ek Naya Rishta                  | Aarti Saxena                           |                                                             |  |
| 1988                 | Biwi Ho To Aisi                 | Shalu Mehra                            |                                                             |  |
| 1989                 | Kasam Suhaag Ki                 |                                        |                                                             |  |
| 1989                 | Clerk                           | Sra. Sneh Kapoor                       |                                                             |  |
| 1989                 | Souten Ki Beti                  | Radha S. Verma                         |                                                             |  |
| 1989                 | Ladaai                          | Shakuntala Verma                       |                                                             |  |
| 1989                 | Bhrashtachar                    | Bhavani                                |                                                             |  |
| 1989                 | Bahurani                        | Madhuri/Malti Chaudhary                |                                                             |  |
| 1990                 | Sheshnaag                       |                                        |                                                             |  |
| 1990                 | Mera Pati Sirf Mera Hai         | Sharda Dayal Sharma                    |                                                             |  |
| 1990                 | Azaad Desh Ke Gulam             | Bharti Bhandari                        |                                                             |  |
| 1990                 | Aag Ka Dariya                   |                                        |                                                             |  |
| 1990                 | Amiri Garibi                    | Sona                                   |                                                             |  |
| 1991                 | Yeh Aag Kab Bujhegi             |                                        |                                                             |  |
| 1991                 | Phool Bane Angaarey             | Namrita Singh                          |                                                             |  |
| 1992                 | Waqt Ka Badshah                 |                                        |                                                             |  |
| 1992                 | Time Machine                    |                                        |                                                             |  |
| 1992                 | Insaaf Ki Devi                  | Sadhana S. Verma                       |                                                             |  |
| 1993                 | Geetanjali                      | Anjali Mehra/Geeta S. Bhardwaj         |                                                             |  |
| 1994                 | Madam X                         | Madam X/Sonu                           |                                                             |  |
| 1995                 | Nishana                         |                                        |                                                             |  |
| 1995                 | Ab Insaf Hoga                   | Jankidevi Prasad                       |                                                             |  |
| 1996                 | Aurat Aurat Aurat               | Sita Vajpai                            |                                                             |  |
| 1996                 | Khiladiyon Ka Khiladi           | Maya                                   | Guanyadora Premi Filmfare a la Millor Actriu de repartiment |  |
| 1996                 | Kama Sutra                      | Rasa Devi                              |                                                             |  |
| 1997                 | Aastha: In the Prison of Spring | Mansi                                  |                                                             |  |
| 1997                 | Udaan                           | Varsha Sahay                           |                                                             |  |
| 1998                 | Qila                            | Yamini                                 |                                                             |  |
| 1999                 | Mother                          | Asha Britannia                         |                                                             |  |
| 2000                 | Bulandi                         | Lakshmi                                |                                                             |  |
| 2001                 | Zubeidaa                        | Maharani Mandira Devi                  |                                                             |  |
| 2001                 | Censor                          | Sra. Shrivastav                        |                                                             |  |
| 2001                 | Mujhe Meri Biwi Se Bachaao      | Kamini Mathur                          |                                                             |  |
| 2001                 | Lajja                           | Ramdulaari                             |                                                             |  |
| 2002                 | Dil Hai Tumhaara                | Saritaji                               |                                                             |  |
| 2003                 | Bhoot                           | Sarita                                 |                                                             |  |
| 2003                 | Koi... Mil Gaya                 | Sonia Mehra                            |                                                             |  |
| 2005                 | Bachke Rehna Re Baba            | Rukmini/Richa/Gurpreet                 |                                                             |  |
| 2005                 | Parineeta                       | Cantant del Moulin Rouge               |                                                             |  |
| 2006                 | Kudiyon Ka Hai Zamana           | Mayuri                                 |                                                             |  |
| 2006                 | Krrish                          | Sonia S. Mehra                         |                                                             |  |
| 2007                 | Yatra                           | Lajwanti                               |                                                             |  |
| 2007                 | Om Shanti Om                    |                                        |                                                             |  |
| 2010                 | Sadiyaan                        | Amrit                                  |                                                             |  |